# Bokpyin Airport
Bokpyin Airport är en flygplats i Myanmar.   Den ligger i regionen Taninthayiregionen, i den södra delen av landet, 1 000 km söder om huvudstaden Naypyidaw. Bokpyin Airport ligger 27 meter över havet.
Terrängen runt Bokpyin Airport är platt åt nordväst, men åt sydost är den kuperad. Havet är nära Bokpyin Airport åt nordväst. Runt Bokpyin Airport är det glesbefolkat, med 10 invånare per kvadratkilometer.